# Giro d’Italia 1998
Der 81. Giro d’Italia wurde in 22 Etappen vom 16. Mai bis zum 7. Juni 1998 ausgetragen und vom Cesener Marco Pantani gewonnen.
Die Rundfahrt wurde bis zur 16. Etappe von Alex Zülle dominiert, der auf der bergigen 17. Etappe seine Führung verlor und am Folgetag komplett einbrach. Pantani übernahm die Führung, die er auf der Bergankunft der 19. Etappe soweit ausbauen konnte, dass er sie im Einzelzeitfahren der 21. Etappe gegen Pawel Tonkow verteidigen konnte.

## Etappen
| Etappe | von                        | nach                       | km       | Gewinner            | Nation     |
| ------ | -------------------------- | -------------------------- | -------- | ------------------- | ---------- |
| 0      | Nizza (Frankreich)         | Nizza (Frankreich)         | 7 (EZF)  | Alex Zülle          | Schweiz    |
| 1      | Nizza (Frankreich)         | Cuneo (CN)                 | 162      | Mariano Piccoli     | Italien    |
| 2      | Alba (CN)                  | Imperia (IM)               | 160      | Angel Edo Alsina    | Spanien    |
| 3      | Rapallo (GE)               | Forte dei Marmi (LU)       | 196      | Nicola Minali       | Italien    |
| 4      | Viareggio (LU)             | Monte Argentario (GR)      | 239      | Nicola Miceli       | Italien    |
| 5      | Orbetello (GR)             | Frascati (RM)              | 206      | Mario Cipollini     | Italien    |
| 6      | Maddaloni (CE)             | Lago di Laceno (AV)        | 158      | Alex Zülle          | Schweiz    |
| 7      | Montella (AV)              | Matera (MT)                | 235      | Mario Cipollini     | Italien    |
| 8      | Matera (MT)                | Lecce (LE)                 | 191      | Mario Cipollini     | Italien    |
| 9      | Foggia (FG)                | Vasto (CH)                 | 169      | Glenn Magnusson     | Schweden   |
| 10     | Vasto (CH)                 | Macerata (MC)              | 212      | Mario Cipollini     | Italien    |
| 11     | Macerata (MC)              | San Marino (San Marino)    | 214      | Andrea Noè          | Italien    |
| 12     | San Marino (San Marino)    | Carpi (MO)                 | 202      | Laurent Roux        | Frankreich |
| 13     | Carpi (MO)                 | Schio (VI)                 | 166      | Michele Bartoli     | Italien    |
| 14     | Schio (VI)                 | Piancavallo (PN)           | 165      | Marco Pantani       | Italien    |
| 15     | Triest (TS)                | Trieste (TS)               | 40 (EZF) | Alex Zülle          | Schweiz    |
| 16     | Udine (UD)                 | Asiago (VI)                | 227      | Fabiano Fontanelli  | Italien    |
| 17     | Asiago (VI)                | Wolkenstein in Gröden (BZ) | 215      | Giuseppe Guerini    | Italien    |
| 18     | Wolkenstein in Gröden (BZ) | Alpe di Pampeago (TN)      | 115      | Pawel Tonkow        | Russland   |
| 19     | Cavalese (TN)              | Plan di Montecampione (BS) | 239      | Marco Pantani       | Italien    |
| 20     | Darfo Boario Terme (BS)    | Mendrisio (Schweiz)        | 137      | Gian Matteo Fagnini | Italien    |
| 21     | Mendrisio (Schweiz)        | Lugano (Schweiz)           | 34 (EZF) | Serhiy Honchar      | Ukraine    |
| 22     | Lugano (Schweiz)           | Mailand (MI)               | 173      | Gian Matteo Fagnini | Italien    |

Das Rosa Trikot wurde von 6 verschiedenen Fahrern getragen:
- Alex Zülle ( Schweiz): vom Prolog bis zur 2., von der 6. zur 11., von der 14. bis zur 16. Etappe
- Serhiy Honchar ( Ukraine): von der 3. bis zur 4. Etappe
- Michele Bartoli ( Italien): 5. Etappe
- Laurent Roux ( Frankreich): 12. Etappe
- Andrea Noè ( Italien): 13. Etappe
- Marco Pantani ( Italien): 17. Etappe bis zum Ziel

## Endstand

### Gesamtwertung
| Rang | Name                     | Nationalität | Zeit      |
| ---- | ------------------------ | ------------ | --------- |
| 1    | Marco Pantani            | Italien      | 98h48'32" |
| 2    | Pawel Tonkow             | Russland     | 1'33"     |
| 3    | Giuseppe Guerini         | Italien      | 6'51"     |
| 4    | Oscar Camenzind          | Schweiz      | 12'16"    |
| 5    | Daniel Clavero Sebastián | Spanien      | 18'04"    |
| 6    | Gianni Faresin           | Italien      | 18'31"    |
| 7    | Paolo Bettini            | Italien      | 21'03"    |
| 8    | Daniele De Paoli         | Italien      | 21'35"    |
| 9    | Paolo Savoldelli         | Italien      | 25'54"    |
| 10   | Serhiy Honchar           | Ukraine      | 25'58"    |

### Andere Wertungen
- Intergiro: Gian Matteo Fagnini ( Italien)
- Punkte: Mariano Piccoli ( Italien)
- Berg: Marco Pantani ( Italien)